# 1 centas
1 centas là một đồng xu của Litva. Nó đã được thay thế bằng đồng Euro.